# Renoir (film)
Pour les articles homonymes, voir Renoir.
Pour plus de détails, voir Fiche technique et Distribution.
Renoir est un film dramatique français réalisé par Gilles Bourdos et sorti en 2013.
Il est présenté en clôture de la section Un certain regard au Festival de Cannes 2012 et est sélectionné pour représenter la France aux Oscars du cinéma 2014 dans la catégorie meilleur film en langue étrangère.

## Synopsis
Andrée « Dédé » Heuschling, une jeune femme qui devient modèle du peintre impressionniste Auguste Renoir, est pour lui à la fin de sa vie une grande source d'inspiration par sa beauté plastique, alors qu'il souffre de graves rhumatismes déformants et d'une quasi paralysie des jambes. Andrée, dès son arrivée dans la grande maison du patriarche, trouble l'ordre domestique qui l'entoure. Elle suscite la jalousie des multiples bonnes qui prennent soin du vieux peintre et qui pensent qu'elle va « finir dans son lit », comme d'autres modèles qui l'ont précédée. Elle provoque également l'intérêt du fils d'Auguste, Jean Renoir, convalescent d'une blessure de la guerre 1914-1918.
Andrée entame une relation plus ou moins clandestine avec Jean et déclenche sa carrière de cinéaste en étant la première actrice qui l'inspire.

## Fiche technique
- Titre : Renoir
- Réalisation : Gilles Bourdos
- Scénario : Gilles Bourdos, Michel Spinosa et Jérôme Tonnerre d'après Le Tableau amoureux de Jacques Renoir
- Directeur de la photographie : Mark Lee Ping Bin
- Décors : Benoît Barouh
- Costumes : Pascaline Chavanne
- Exécution des tableaux de Renoir : Guy Ribes[2],[3],[4]
- Son : François Waledisch
- Musique : Alexandre Desplat
- Montage : Yannick Kergoat
- Production : Olivier Delbosc et Marc Missonnier
- Producteur exécutif : Christine De Jekel
- Société de production : Fidélité Productions
- Distribution : Euforia Film et Mars Films
- Pays :  France
- Genre : drame
- Durée : 111 minutes (1 h 51)
- Dates de sortie : 
  - France : 25 mai 2012 au festival de Cannes ; sortie en salle le 2 janvier 2013
  - Belgique : 2 janvier 2013

## Distribution
- Michel Bouquet : Auguste Renoir
- Christa Theret : Andrée Heuschling
- Vincent Rottiers : Jean Renoir
- Thomas Doret : Coco, le fils cadet d'Auguste
- Laurent Poitrenaux : Pierre Renoir
- Romane Bohringer : Gabrielle Renard, l'ancienne gouvernante
- Michèle Gleizer : Mme Renoir
- Carlo Brandt : le docteur Pratt
- Hélène Babu : Odette
- Marion Lécrivain : Véra Sergine
- Hervé Briaux : Ambroise Vollard
- Stuart Seide : le docteur Barnes
- Emmanuelle Lepoutre : la médecine
- Thierry Hancisse : le brocanteur
- Annelise Heimburger : la boulangère
- Sylviane Goudal : la Grande Louie
- Solène Rigot : Madeleine
- Cecile Rittweger : la servante aux Collettes
- Paul Spera : le secrétaire de Barnes
- Alice Barnole : la fille au cabaret
- Jean-Adrien Espiasse : un aviateur au cabaret
- Jean-Marc Bellu : un aviateur au cabaret
- Antoine Champème : l'aviateur aux Collettes
- Joséphine Chillari : la cuisinière aux Collettes
- Flora Balbo : la femme de chambre
- Marie Gili-Pierre : la gouvernante à l'hôtel

## Tournage

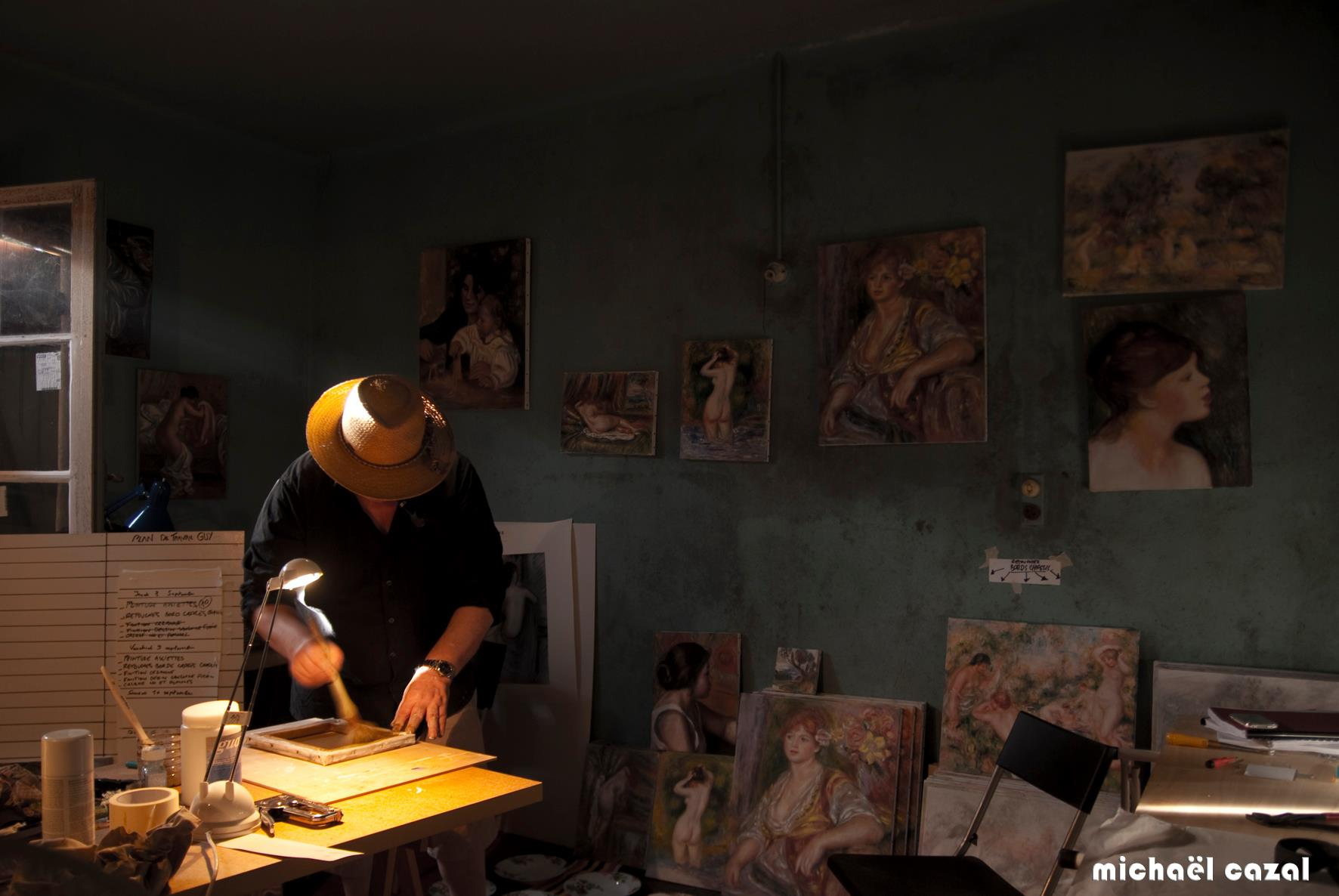
Guy Ribes travaillant sur des peintures pour le film.

Le tournage s'est déroulé à l'automne 2011 au domaine du Rayol dans le Var où a été reconstituée la maison de Renoir de Cagnes-sur-Mer.
Guy Ribes, artiste peintre et faussaire, réalisa des toiles pour les besoins du film (il en peindra 280 en 6 mois). Il y double aussi les mains de Michel Bouquet, qui joue le rôle-titre, et le conseille techniquement lorsque celui-ci est censé peindre,.

## Réception critique
« Renoir cinéaste, naissant dans la lumière et l'ombre de Renoir peintre : difficile de penser un tel film autrement qu'en tableau. Magnifiquement éclairé, puisant dans quelques décors d'extérieurs idylliques une palette éclatante, alternant les cadres et les lignes avec une imagination rigoureuse, le film ravit les yeux […] pour le reste, ce n'est pas toujours simple, et parfois même un peu brouillon. »

— Noémie Luciani, Le Monde
En revanche, Charlotte Garson, dans les Cahiers du cinéma, est beaucoup plus réservée : 

## Distinctions

### Récompense
- 2014 : César des meilleurs costumes pour Pascaline Chavanne

### Nominations et sélections
- Festival de Cannes 2012 : Sélection Un certain regard
- Festival international du film de Palm Springs 2014
- Prix Lumières 2014 : Meilleure actrice pour Christa Theret
- Césars 2014 : 
  - Meilleur acteur pour Michel Bouquet
  - Meilleurs décors pour Benoît Barouh
  - Meilleure photographie pour Mark Lee Ping Bin